# Марьевское сельское поселение (Крым)
Марьевское сельское поселение (укр. Марьевське сільське поселення, крымскотат. Марьевка кой юрту, Maryevka köy yurtu) — муниципальное образование в Ленинском районе Республики Крым России, на Керченском полуострове, выходит к побережью Чёрного моря.
Административный центр — село Марьевка.
На территории сельского поселения находится Опукский заповедник.

## Население
| 2001 | 2014 | 2015 | 2016 | 2017 | 2018 | 2019 |
| ---- | ---- | ---- | ---- | ---- | ---- | ---- |
| 840  | ↘673 | →673 | ↘650 | ↘646 | ↘631 | ↘610 |
| 2020 | 2021 |      |      |      |      |      |
| ↘604 | ↗632 |      |      |      |      |      |

## Состав сельского поселения
| № | Населённый пункт | Тип населённого пункта       | Население |
| - | ---------------- | ---------------------------- | --------- |
| 1 | Марьевка         | село, административный центр | ↘591      |
| 2 | Борисовка        | село                         | ↘10       |
| 3 | Вязниково        | село                         | ↘49       |
| 4 | Пташкино         | село                         | ↘23       |

## История
В советское время (до 1926 года) был образован Марьевский сельский совет.
Статус и границы Марьевского сельского поселения установлены Законом Республики Крым от 5 июня 2014 года № 15-ЗРК «Об установлении границ муниципальных образований и статусе муниципальных образований в Республике Крым».